# Blågrå kalmia
Blågrå kalmia (Kalmia polifolia) er en lille, stedsegrøn busk med en tæt og kompakt vækstform. Hovedgrenene er opstigende. Alle dele af planten (inklusive dens nektar) indeholder diterpenet grayanotoxin, som gør planten giftig og narkotisk

## Beskrivelse
Barken er først rødviolet, men senere bliver den mere grålig. Knopperne er modsatte eller kransstillede, ægformede, lysegrønne og meget små. Bladene er tæt samlede ved skudspidsen (som hos rododendron), og de er smalt elliptiske med hel, indrullet rand. Oversiden er mat blågrøn, mens undersiden er næsten hvid. 
Blomstringen sker i april, hvor man ser blomsterne sidde samlet i endestillede stande. De enkelte blomster er klokkeformede, 5-tallige og regelmæssige eller rent hunlige. Kronbladene er lyserøde. Frugterne er blårøde kapsler med mange gule frø, som modner i september.
Rodnettet er meget fint og filtagtigt. Planten er helt afhængig af symbiotisk samliv med svampe (ericoid mykorrhiza). 
Højde x bredde og årlig tilvækst: 0,60 x 0,60 m (10 x 10 cm/år).

## Hjemsted
Arten hører hjemme i Canada og det nordøstlige USA, hvor den foretrækker voksesteder i ful sol eller let skygge ved søbredder, i højmoser og fugtige skove på sur bund. 
I Mer Bleue bevaringsområdet øst for Ottawa i Ontario, Canada, findes arten i en højmose sammen med bl.a. blåbær, tranebær, Carex folliculata (en Star-art),  grønlandsk post, læderløv, rundbladet tørvemos, smalbladet kalmia, smalbladet kæruld, sortgran og østamerikansk lærk
| Portal | Portal:Botanik |

## Note
1. ↑  Plants for a future: Kalmia polifolia (engelsk)
2. ↑  Diane M.I. Poon: Spatial Structure of Vegetation at the Mer Bleue Peat Bog, Ontario (engelsk)

## Ekstern henvisning
- Rook-organisationens artikel om denne Kalmia Arkiveret 28. december 2003 hos  Wayback Machine